# がんばっていきまっしょい
『がんばっていきまっしょい』は、敷村良子による私小説、およびそれを原作とした映画・テレビドラマのタイトル。愛媛県松山市の高校を舞台に、ボート部の活動に打ち込む5人の女子高校生たちの姿を描いた物語。
タイトルの「がんばっていきまっしょい」は、敷村の母校である愛媛県立松山東高等学校で1966年から使われている「気合入れ」の掛け声で、入学式や体育の授業前のランニング時に実際に使用されており、もともとはラグビー部顧問だった当時の保健体育教諭が準備運動の駆け足の際に生徒たちに一体感を作るために考え出させたもの。なお、その教諭が転任した先の愛媛県立松山西高等学校（現：愛媛県立松山西中等教育学校）でも同じものが使用されている。

## 小説
松山市主催の第4回（1995年）坊っちゃん文学賞受賞作。
1996年7月、マガジンハウスから出版（ISBN 4-8387-0797-5）。同作品および続編「イージー・オール」の2編収録。
2005年6月、幻冬舎から文庫化（ISBN 4-344-40660-5）。単行本と同じく2編収録されているが、「イージー・オール」はかなり書き直された。
2024年10月には、悦子をはじめとする女子ボート部5人の十数年後を描く『もひとつ、がんばっていきまっしょい』が幻冬舎から電子書籍として刊行された。

### 登場人物
篠村悦子
稼業は洗濯屋。母の姉夫婦が隣で花屋を営んでおり、裏には祖母が住む。姉は京都の大学に進学しており、学費と生活費の捻出は両親の悩みの種。
ポジションは整調（ストローク）。
中崎敦子
小学生のときに広島県から転校してきて、小さくて可愛いという理由から男児にいじめられていたところを悦子にかばわれる。中学も悦子と同じ。
家庭科クラブ所属で、新人戦までの約束で臨時にコックスを務めることに。
菊池多恵子
元美術部。
ポジションは3番。
矢野利絵
元音楽部。
ポジションは2番。
中浦真由美
元茶道部。
ポジションはバウ。
安田、雨谷、窪田
男子ボート部3年。高校総体では決勝進出できずに終わり、引退する。

## 実写映画
フジテレビ、ポニーキャニオン、アルタミラピクチャーズ製作・東映配給で1998年に公開された。田中麗奈主演、磯村一路監督。
1976-1977年の松山を舞台に、女子ボート部の活動に奮闘する高校生たちを瀬戸内の美しい風景とともにみずみずしく描いた。ヒロインがそれまで無かった部活を作るために奔走する設定が、部活系青春映画の原点となった作品と評価される。
小規模公開ながら、地道な宣伝で評判を呼び、異例のロングラン上映を記録した。高校二年在学中にオーディションで主演に選ばれた田中麗奈は、本作でデビューし、数々の新人賞を受賞。サントリーの「なっちゃん」のCMに抜擢されるなど、一躍人気女優となった。また、本作のプロデューサーチームにより後に『ウォーターボーイズ』『スウィングガールズ』のヒット作が生まれた。
愛媛県でのオールロケ。その際のロケ地選定やエキストラの手配など、フィルムコミッションと同様の活動を、原作者の敷村や地元の県立高校教諭のボート指導者が行っている。
学校名は「伊予東高校」という架空の校名が使われている。

### キャスト
篠村悦子（悦ネエ）
演 - 田中麗奈
進学校に入学するもやりたいことが見つからず、学校でも家でもなんとなく落ちこぼれているように感じている。しかし、一旦思い込んだら何が何でも直進する情熱家。ボートでは整調担当。
菊池多恵子（ダッコ）
演 - 真野きりな
5人の中ではいちばん大人で、クールな皮肉屋を装っているが、芯は負けず嫌い。3番担当。
中崎敦子（ヒメ）
演 - 清水真実
小柄で可愛くとろいところもあるが、意外と度胸が据わっている。コックス担当。
矢野利絵（リー）
演 - 葵若菜
気が優しくておっとりしている。寂しがり屋で、みんなといるのがいちばん好き。悦子のクラスメートでもある。2番担当。
中浦真由美（イモッチ）
演 - 久積絵夢
ミーハーでお調子者。ダッコとの掛け合いでメンバーを明るくする。バウ担当。
関野大（ブー）
演 - 松尾政寿
悦子の幼馴染で、男子ボート部に所属する。あだ名のブーの由来は小さいころ肥満児だったため。
入江晶子
演 - 中嶋朋子
元日本代表のコックス。あだ名はベレンコ。訳ありで故郷に戻り、嫌々ながら悦子たちのコーチとなるが…。
安田俊二
演 - 本田大輔
5人に最初にボートの指導をする先輩で、男子ボート部のキャプテン。
篠村里子
演 - 森山良子（特別出演）
悦子の母。
篠村健作
演 - 白竜
悦子の父。
篠村澄子
演 - 松尾れい子
悦子の姉
篠村フキ
演 - 桜むつ子
悦子の祖母
小池
演 - 有薗芳記
数学教師コロンボ
大西真理子
演 - 田村絵梨子
悦子らの後輩
熊田
演 - 城明男
体育教師で、ボート部顧問
伊予東高校校長
演 - 大杉漣
渡し船の操縦士
演 - 徳井優
港山の駅員
演 - 神戸浩
医師
演 - 下元史朗
三津浜高校ボートクルーA
演 - 相良直太朗（シンガーソングライターの森山直太朗）
伊予東高校ボートクルー・窪田
演 - 升野英知（お笑い芸人のバカリズム）
現在の教師
演 - 小形雄二
現在の教師
演 - ベンガル
現在の教育委員会職員
演 - 小日向文世
原作者敷村良子も保健教諭として端役で出演している。台詞も一言あり。

### 製作
制作のアルタミラピクチャーズは、本作のプロデューサー・桝井省志や周防正行、監督の磯村一路らで作った制作プロダクション。

#### キャスティング
森山直太朗、バカリズムは共に映画初出演で、2シーン程度の出演だが、二週間程度松山に滞在し、森山が一言、バカリズムが二言セリフがあり、意外に上手い。バカリズムの出演経緯は分からないが、森山は母親が出演しているためバーターと見られる。

#### 撮影
1997年3月、愛媛県ロケハン、実景撮影等を経て、19同年8月20日クランクイン。愛媛県全域で撮影が行われ。10月4日クランクアップ。以降ポストプロダクションを経て、同年12月完成。
時代設定である1970年代半ばの風俗描写は、店舗内で洗濯物の処理を行うのが一般的だったクリーニング店、高圧的な教師、男尊女卑的は発言、女子スポーツ部員のブルマー、アルマイト製の弁当箱、キャップがオレンジ色のFANTAの瓶などで表現されている。当地の名菓・日切焼を食べるシーンがある。

### 興行
東映洋画系の配給で、都内は新宿東映パラス2一館で封切。大阪は心斎橋シネマ・ドゥ（ソニータワー大阪B1）、福岡はシネサロン・パヴェリアで封切。他都市での興行は不明で、元東映プロデューサーの紀伊宗之は、一番好きな映画として本作を挙げており、広島東映に勤務した新人時代に、東映配給なのに舞台の近い広島での上映がないと知り、当時の支配人に「絶対に客を入れてみせる」と啖呵を切り、孤軍奮闘して広島で知り合った人に片っ端から手紙を書いて試写状を送りまくり、キャンペーンで来てもらった主演の田中麗奈には宣伝費がないため友人の実家のお好み焼き店へ連れて行ってもてなし。まさに手弁当でレイトショー枠で掛けることができ、口コミも広がって広島は東京の次に多くの客が入ったと述べている。
配給の東映は数年来の業績不振から、岡田茂東映会長が会社発足以来堅持してきた自社製作路線の軌道修正を発表、「リスクの軽減やメディアミックス展開を狙いとして提携作品を強化する」という方針を打ち出し、1998年7月ー1998年12月期は自主製作は一本もなく、提携作品6本と本作を含めた他社作品二本を配給している。

### 作品の評価
原作者の敷村良子は「公開時から今までずーっと見守って下さるファンがおられ、まったく原作者冥利に尽きます」などと感謝の言葉を述べている。
海外での日本映画特集で上映されることがある。

### 受賞歴
- 朝日ベストテン映画祭第1位
- 第3回日本インターネット映画大賞
  - 日本映画作品賞
  - 監督賞（磯村一路）
  - 助演女優賞（中嶋朋子）
  - 新人賞（田中麗奈）
- 第72回キネマ旬報ベスト・テン日本映画第3位[8]
- 第53回毎日映画コンクール
  - スポニチグランプリ新人賞（田中麗奈）
- 第8回日本映画批評家大賞スターライト賞
- 第8回日本映画プロフェッショナル大賞[19]
  - 監督賞（磯村一路）
  - 主演女優賞（田中麗奈）
- 第20回ヨコハマ映画祭[20][21]
  - 日本映画ベストテン第2位
  - 監督賞（磯村一路）
  - 助演男優賞（大杉漣）
  - 最優秀新人賞（田中麗奈）
  - 撮影賞（長田勇市）
- 第22回日本アカデミー賞
  - 新人俳優賞（田中麗奈）[22]

## テレビドラマ
映画版を見て気に入った重松圭一プロデューサーがテレビドラマ化を企画。関西テレビ放送制作で、2005年7月5日から9月13日までフジテレビ系列で放送された。ハイビジョン制作。フジテレビ、アルタミラピクチャーズが製作した映画とは、原作が同一であること以外に直接の関係はなく、連携もしていない。ただし、ドラマ最終回のエンドクレジットで「special thanks」として映画版の表記が流れた。
放送時間は毎週火曜日の22:00〜22:54（JST）。沖縄県では、フジテレビ系列の放送局である沖縄テレビで放送されたが、本放送の時間帯に日本テレビ製作の土曜ドラマを放送していたため、火曜日の24:40から放送された。テレビ宮崎は放送なし。全10回（第4話と第5話に特別艇を挿入あり）。初回は10分拡大して（22:40 - 23:44）放送、最終回は30分拡大して放送された（22:00 - 23:24）。

### 製作
関西テレビはこの番組の前まで東京の番組制作会社にドラマ制作を委託していたが、この番組は関西テレビにとって26年ぶりとなる完全自社制作番組であった。
撮影は主に愛媛県と滋賀県（大会部分）で、愛媛県、松山市、今治市、愛媛ボート協会、えひめフィルム・コミッション、伊予鉄道株式会社、愛媛県立松山東高等学校、愛媛県立松山北高等学校、愛媛大学、松山大学、テレビ愛媛などが協力している。松山をロケ地にした連続ドラマは珍しい。2005年5月10日から9月8日までの70日間、愛媛県内各地で撮影された。ただし映画版と異なりロケは野外シーンが中心であり、艇庫を除く屋内シーンの多くは東京のスタジオでの撮影である。校名は「松山第一高校」と、映画版と同様に架空のものが使われている。

#### 内博貴の降板
中田三郎役の内博貴が不祥事を起こし降板した影響で、急遽第4話（第4艇）から撮影済みであった第7話までが再収録された。その影響で、8月2日放送分は「特別艇」に差し替えられた。「特別艇」は、メイキング映像等が放送され、第1話、第2話で内博貴が出演しているシーンも、代役の田口淳之介が撮り直して出演している。
なお、後に発売されたDVD-BOXでは、内が出演していた第1話と第2話はテレビ放送版のまま収録されている。

### キャスト（テレビドラマ）
篠村悦子
演 - 鈴木杏
通称「悦ネェ」。女子ボート部がない高校に進学するも、女子ボート部を作ろうと悪戦苦闘する女子高生。女子ボート部キャプテン。容姿端麗・スポーツ万能の姉にコンプレックスを抱く。父親とは似たもの同士の負けず嫌いで、あまりいい関係を築けない。関野浩之（ブー）と幼なじみで、口喧嘩が絶えない。中田三郎への初恋に自ら区切りをつけた後、いつも何かと見守っていてくれた関野が気になりだすも、なかなか素直になれない。
関野浩之
演 - 錦戸亮
悦子の幼なじみで男子ボート部員。昔太っていたので、腐れ縁の悦子からは「ブー」と呼ばれている。中学校時代はサッカー部キャプテンだったが、何らかの理由によりサッカーを挫折。悦子にとって「ブー」は「ブー」でしかないが、他の女子からの人気は密かに高い。悦子との口喧嘩は絶えないが、いつも何かと見守っている。三郎に恋心を抱く悦子に気付き戸惑い、それをきっかけに悦子への自分の想いを知ることに。後に、悦子とは事実上両想いになるも、お互い素直になれずにいる。
中田三郎
演 - 内博貴（第1艇・第2艇） / 田口淳之介（特別艇・第4艇 - 最終艇）
学年一の男前で秀才。悦子の憧れの人で初恋相手。ラグビー部所属だったが、後に男子ボート部へ転部してくる。「基本的に何でもできる」タイプの人間で、「熱い」タイプの関野とはしばしば衝突する。
矢野利絵
演 - 相武紗季
通称「リー」。医科大学に進学を考え、勉強とボート部の両立を計っている。関野に思いを寄せ、関野と仲のいい悦子に微妙な感情を抱くことも。
菊池多恵子
演 - 岩佐真悠子
通称「ダッコ」。茶髪でピアスを着用し、矢野利絵（リー）と犬猿の仲。その外見と口調から「不良」と括られがちだが、勉強はやれば出来るタイプ。家庭環境に複雑な事情を抱えている。
中崎敦子
演 - 佐津川愛美
通称「ヒメ」。悦子とは幼少時からの知り合い。深刻な家庭事情で、部活参加期限あり。幼い風貌でみんなから可愛がられる。その小さな外見とは裏腹によく食べる。一度スイッチが入ると、口が悪くなる一面も。
中浦真由美
演 - 藤本静
通称「イモッチ」。度胸のあるところを見せながらもスタイルを気にする一面がある。大らかな性格で、思い立ったらすぐ行動できるタイプ。
大西佳代
演 - 高畠華澄
女子ボート部部員。悦子たちの後輩。
市原文江
演 - 土屋詩穂
女子ボート部部員。悦子たちの後輩。
大野健
演 - 池内博之
男子ボート部コーチ。現役のボート選手でもある。面倒見の良い性格で、部員たちからは「オノケン」の愛称で呼ばれ、親しまれている。妻の仁美にはいまいち頭が上がらない。
大野仁美
演 - 石田ゆり子
健の妻で、元女子ボート部員。悦子たちの願いで女子ボート部のコーチを引き受けるが、それまでにボート部を指導した経験がなく、自身の厳しい性格もあって、屋内での基礎練習や難解な講義ばかりを悦子たちに課した。そのために彼女らの不満を買い、講義をボイコットされるなどしたが、その後は彼女らのボートへの純粋な思いを理解して和解。愛車はトヨタ・ポルテ。これは、同時期に放送されたポルテのテレビコマーシャルに石田が出演し、当番組とのタイアップCMであったため。
瓜生みずき
演 - 悠城早矢
家出少女。艇庫に忍び込み、中のボートを使って自殺しようとしていたが、その場に居合わせた大野仁美から悦子たちの話を聞かされ、次第に女子ボート部の話に興味を示していく。
田中ちえみ
演 - 関めぐみ
松山第一高校のライバル、新海高校女子ボート部キャプテン。プライドが高く、ことあるごとに悦子たちを見下した発言をする。
安田恭一
演 - 北条隆博
男子ボート部のキャプテン。ボート部に入部しようとする悦子をマネージャー扱いしていた。女子ボート部ができてからは、その存在をあまり快く思っていなかったが、中崎敦子に一目惚れしてからは、何かと女子ボート部の部員の面倒も見るようになる。
福田正一郎
演 - 相島一之
松山第一高校の教師。ボート部顧問だが事なかれ主義者で、ボートに関しても素人同然の知識しかない。
佐野礼司
演- 菊池均也
数学教師でラグビー部顧問。悦子の1年生での担任だった。
根本緑
演 - 友近
お好み焼き屋を夫婦で営む。噂好き。なお、友近自身が松山の出身である。
篠村法子
演- 浅見れいな
悦子の姉で京大生。
篠村キヌ
演 - 花原照子
悦子の祖母。
篠村友子
演 - 市毛良枝
悦子の母。大らかな性格で悦子を見守っている。
根本満
演 - 小日向文世
緑の夫。男子ボート部OBということもあって、店はボート部員の溜まり場になっている。
篠村幸雄
演- 大杉漣
悦子の父。クリーニング店を営む。奮闘する悦子を応援しているが愛情表現が下手なため衝突が多い。

### ゲスト出演者
田宮進
演 - 浅野和之
田宮病院の田宮医師。怪我をおして大会に出場しようとする悦子を諭す。
岬雄太
演 ‐ 中野剛
田中小百合
演 - 石川亜沙美
大阪在住で、中田三郎の元彼女。第9話に登場。
生徒会長
演 - 石垣佑磨（特別出演）
松山第一高校の生徒会長。入学式の席で新入生たちに対し、壇上から熱く鼓舞激励する。第1話に登場。
校長
演- 藤村俊二
穏やかな雰囲気を持った学校長。第1話に登場。

### スタッフ
- 美術デザイン：柳川和央
- プロデューサー：重松圭一
- 音楽：「がんばっていきまっしょい」オリジナルサウンドトラック（ポニーキャニオン）
- 主題歌：aiko「キラキラ」（ポニーキャニオン）
- 撮影技術：GENIC
- 音声：ブル
- 照明：ロケット

### サブタイトル
| 各話                                                     | 放送日  | サブタイトル                                        | 視聴率 |
| -------------------------------------------------------- | ------- | --------------------------------------------------- | ------ |
| 第1艇                                                    | 7月5日  | 漕ぎたい                                            | 12.6%  |
| 第2艇                                                    | 7月12日 | 涙の青い海                                          | 12.1%  |
| 第3艇                                                    | 7月19日 | 必勝新人戦                                          | 12.1%  |
| 第4艇                                                    | 7月26日 | ふざけんな                                          | 12.7%  |
| 第5艇                                                    | 8月9日  | 好きなんよ                                          | 12.1%  |
| 第6艇                                                    | 8月16日 | せつない海                                          | 13.9%  |
| 第7艇                                                    | 8月23日 | 別れる二人                                          | 12.7%  |
| 第8艇                                                    | 8月30日 | 初めての夜                                          | 11.6%  |
| 第9艇                                                    | 9月6日  | かなわぬ夢                                          | 11.3%  |
| 最終艇                                                   | 9月13日 | サヨナラ                                            | 13.0%  |
| 平均視聴率 12.4%（視聴率は関東地区・ビデオリサーチ調べ） |         |                                                     |        |
| 特別艇                                                   | 8月2日  | 伝説の女子ボート部誕生秘話と 出演者達の未公開の素顔 | 9.1%   |

### 関連商品
- がんばっていきまっしょい オリジナル・サウンドトラック（2005年8月3日）
- がんばっていきまっしょい DVD-BOX（2006年2月15日）

| フジテレビ系（関西テレビ制作） 関西テレビ制作火曜夜10時枠の連続ドラマ | フジテレビ系（関西テレビ制作） 関西テレビ制作火曜夜10時枠の連続ドラマ | フジテレビ系（関西テレビ制作） 関西テレビ制作火曜夜10時枠の連続ドラマ |
| 前番組                                                                | 番組名                                                                | 次番組                                                                |
| --------------------------------------------------------------------- | --------------------------------------------------------------------- | --------------------------------------------------------------------- |
| 曲がり角の彼女 （2005年4月19日 - 6月21日）                            | がんばっていきまっしょい （2005年7月5日 - 9月13日）                   | 鬼嫁日記 （2005年10月11日 - 12月20日）                                |

## 劇場アニメ
2024年10月25日に公開された。

### 概要 (劇場アニメ)
役者のモーションキャプチャをベースにした3DCGアニメーション作品である。
原作者の敷村良子は、劇場アニメについて「スポ根ではないスポーツを描いた新しい青春アニメ映画の誕生」と語り、監督の櫻木優平は「スポ根映画というよりは青春映画として、老若男女問わず広い層の方々に楽しんでいただきたいと思って作りました」と本作について語っている。
実写映画版は1970年代の空気感も再現したノスタルジックな映像表現となっているのと対照的に、劇場アニメは設定年代を現代とし、スマートフォンを登場人物が使うといった変更がされている。小説や実写映画との最も大きな変更点としては、主人公「悦ネエ」がボート部に入部するまでの経緯で、小説や実写映画版では新入生の「悦ネエ」が自ら積極的にボート部を作ろうとする立場であるが、劇場アニメの「悦ネエ」は2年生で何事にも一生懸命になれない、冷めた印象のキャラクターであり、ボート部に入部するのも人数合わせのためである。しかしながら、冒頭の海に浮かぶボートを見ている画が実写映画をほぼ踏襲しているなど、根源となるキャラクターの心理そのものはそれぞれで部分的に（あるいは完全に）過去の作品と一致しているなど、原作と実写映画の重要なポイントを外さない演出や作画がされている。

### あらすじ (劇場アニメ)
村上悦子は、幼い頃は体格に恵まれ、足も速いリーダー的な存在であり「悦ネエ」と慕われる存在であったが、周囲の児童の成長が追いつくにつれ、次第に埋没し小学校6年の時はリレーのアンカーに立候補したもののボロ負けで途中で走るのを諦めて完走すらしなかった。三津東高校に入学した今は、中の中（ただし、学校のレベルが高いため学業は下）で、何事にも意欲を持てないでいた。
三津東高校にはクラス対抗でボートレースを開催する伝統があり、幼馴染でクラスメイト佐伯姫の推薦により悦子も漕ぎ手の1人として参加したものの、勝てないことがわかると、途中でオールを漕ぐのを止めてしまった。
埼玉県からの転入生高橋梨衣奈は、先のクラス対抗ボートレースを見たこともあって、ボート部への意欲があったが、ボート部は二宮隼人1人を残すのみで休部状態。女子校上がりで男子と話すのが苦手な梨衣奈に付き添う形で悦子と姫は二宮に会い、梨衣奈に引き込まれる形でボート部へ入部。最低人数の4人になったことで、ボート部は活動を再開。活動再開を聞きつけた兵頭妙子と井本真優美も入部。女子5人がそろい、舵手付きクォドルプル（漕ぎ手4人+コックス）での活動が始まる。
最初の大会は、空気に飲まれ完走すら危うい結末となったが、それをバネに5人は練習を積み、数か月後の大会ではついには最下位脱出となる。合宿も開催し、親睦も深まっていくが、その中で悦子は男子部員の二宮に恋愛感情を抱くようになっていた。部員の皆で夏祭りの花火見物に出かけたが、浴衣だった悦子は、慣れぬ下駄に鼻緒で足が擦れてしまって、皆とはぐれてしまう。皆を探す悦子は、二宮と梨衣奈が楽しそうに話しているのを目撃してしまう。更には、悦子は風邪を引いてしまって練習を休むことに。病み上がりの遅れを取り戻そうと頑張る悦子であったが、自身の不注意からオールが砕けて姫が負傷してしまう。何もかもが噛み合わない状況になってしまった悦子の心は折れ、練習に顔を出さなくなってしまう。人数を欠いたボート部は水上訓練も行えず、各自で自主練。活動も実質的に休止し、秋の新人戦なども不参加となった。
松山の街をぶらついていた悦子は、ふと立ち寄ったスポーツ用品店で港山高校の強豪ボート部のエース寺尾梅子と出会い、会話する。港山高校ボート部の戦績は、三津東とは比べ物にならない大会上位常連校でもあったが、意外にも寺尾は三津東を注視していた。日本ボート界で古くから言われているボート競技の精神を表すとされる言葉『一艇ありて一人なし（いっていありて、いちにんなし）』を三津東は体現しているように見えるのだと寺尾は語る。 
悦子は皆に連絡をとり、ボート部は練習を再開。ボート部顧問渋川の案を受け、スタートダッシュからの逃げ切り戦術で引退試合となる県大会に挑む。自分たちのベストレコードを更新するほど全てを出し切った三津東であったが、結果は港山に次ぐ2位。
しかし、その大会を見ていた1年生5人が入部希望に現れ、また県大会2位までは四国大会に出場できるということで、悦子たち5人のボート部活動は、もう少しだけ続くのだった。

### キャスト（劇場アニメ）
学年は初登場時。
村上悦子
声 - 雨宮天
主人公、通称「悦ネエ」。小学校時代のあだ名から取られたもので、小学校の高学年になるまでは身長も高く、姉御肌（姫にちょっかいを出してきた男子をぶっ飛ばしたこともある）だったことから。実家は写真館。
2年B組。ポジションはストローク。なお、ポジションは渋ジイが決めたもの。
演出上、意図的に表情が乏しく描かれている。
佐伯姫
声 - 伊藤美来
通称「ヒメ」。悦子とは小学校から同じ。
2年B組。ポジションはコックス。
高橋梨衣奈
声 - 高橋李依
通称「リー」。埼玉時代のあだ名から。なお、ブルース・リーは知らない。
埼玉県から2年B組に転入してくる。母親の再婚に伴って三津東に転入するまでは女子校のみで、母子家庭だったこともあり、男子生徒は苦手。
ポジションは3番。
兵頭妙子
声 - 鬼頭明里
通称「ダッコ」。小学校時代はぬいぐるみを抱っこしていたことから。
2年A組。ポジションは2番。
地元では有名な大手漁業グループの娘で、同じく老舗漁業の真優美とは親ともども張り合う。悦子、姫とは異なる小学校、中学校だが、2人の噂は耳にしている。
井本真優美
声 - 長谷川育美
通称「イモッチ」。小学校時代の自称から。
2年C組。ポジションはバウ。
地元では有名な老舗漁業の家で花火大会などでは主催を務める。同じく大手漁業グループの妙子とは親ともども張り合う。妙子とは小学校からの付き合い。
中学から「お嬢様教育」を施され、いわゆるお嬢様口調となる。
二宮隼人
声 - 江口拓也
2年A組。3年が引退し、ボート部唯一の部員だった。ボートのことしか頭にない「ボート馬鹿」として学内でも知られる。
女子が入部した際には、女子にボートの基礎を教え、自身はシングルスカルを行っている。
渋川
声 - なし
通称「渋ジイ」。ボート部顧問の教諭。初めて会った際には悦子などから置物と思われるくらい。大会などの際には運転手も務める。
実は、かつては国体ボートチームのコーチを務めるなどの経歴を持つ。
港山高校ボート部
ボート部の強豪校。
寺尾梅子
声 - 竹達彩奈
2年。ポジションはストローク。
ボート競技には真摯な態度で挑み、初心者ながら、艇が一体となっている三津東を対戦相手として意識する。
大野舞
声 - 三森すずこ
2年。ポジションは3番。
梅子とは幼馴染。
安田夏央莉
声 - 内田彩
1年。ポジションはコックス。
1年生ながらレギュラーに抜擢されている。部活以外でも梅子、舞と一緒に行動することも多い。

### スタッフ（劇場アニメ）
- 原作 - 敷村良子[23]
- 監督 - 櫻木優平[23]
- 脚本 - 櫻木優平、大知慶一郎[23]
- キャラクターデザイン - 西田亜沙子[23]
- CGディレクター - 川崎 司
- 色彩設計 - 田中美穂
- 美術監督 - 平良晴佳
- 撮影監督 - 権田光一
- アニメーションプロデューサー - 佐久間周平
- アニメーション制作 - 萌、レイルズ[23]
- 音楽 - 林 イグネル 小百合
- 製作 - がんばっていきまっしょい製作委員会（松竹、VAP、テレビ東京、WOWOW、愛媛新聞、南海放送、テレビ愛媛、あいテレビ、愛媛朝日テレビ、エフエム愛媛）
- 協力 - 松山市[23]
- 配給 - 松竹[23]

### 主題歌
「空色の水しぶき」 (avex trax) 
歌 - 僕が見たかった青空
主題歌。
「マイフレンズ」（avex trax）
歌 - 僕が見たかった青空
挿入歌。3年時のクラス対抗ボートレースで使用。
伊予の酒造り唄
挿入歌。大会遠征時の車内BGMで使用。愛媛県民謡。

### Webラジオ
『雨宮天の「がんばっていきまっしょい」』が、2024年4月18日より松竹アニメYouTubeチャンネルと音泉にて毎月第3木曜日に配信。パーソナリティは村上悦子役の雨宮天。
ゲスト
- 第1回・第3回(4月18日・6月20日) 伊藤美来
- 第2回(5月16日) 長谷川育美
- 第4回(7月25日) 鬼頭明里
- 第5回(8月15日) なし
- 第6回(9月19日) 早﨑すずき、柳堀花怜 (僕が見たかった青空)
- 第7回(10月3日) 高橋李依

### ノベライズ
- 敷村良子（原作）・岩佐まもる（文）・あきづきりょう（挿絵）・松山市（協力）『アニメ映画 がんばっていきまっしょい』KADOKAWA〈角川つばさ文庫〉、2024年9月11日発売[30][31]、ISBN 978-4-04-632326-2

### コミカライズ
黒丸恭介によるコミカライズが『カドコミ』にて2024年9月27日から連載中。
- 黒丸恭介（漫画）・敷村良子（原作）・松山市（協力） 『がんばっていきまっしょい〜劇場アニメ『がんばっていきまっしょい』より〜』 KADOKAWA〈角川コミックス・エース〉、既刊1巻（2025年3月25日現在）
  1. 2025年3月25日発売[33][34]、ISBN 978-4-04-116085-5

### 評価
- 第48回日本アカデミー賞 優秀アニメーション作品賞受賞[35]